# Злинский филармонический оркестр
Злинский филармонический оркестр имени Богуслава Мартину (чеш. Filharmonie Bohuslava Martinů) — чешский симфонический оркестр из города Злин.
Решение о создании в городе нового оркестра было принято 1 июня 1945 года, первый концерт состоялся 30 апреля 1946 года. Первоначально коллектив назывался Симфонический оркестр национального предприятия Бати (чеш. Symfonický orchestr n. p. Baťa), затем, после установления в Чехословакии социалистического режима, переименован в Злинский филармонический оркестр (1948), затем в 1950 г. в Филармонический оркестр трудящихся Готвальдова (чеш. Filharmonie pracujících v Gottwaldově, к этому времени город был переименован в Готвальдов в честь главы социалистической Чехословакии Клемента Готвальда), а годом позже — в Симфонический оркестр Готвальдовского края (чеш. Symfonický orchestr kraje Gottwaldovského). На начальном этапе своей истории коллектив преимущественно выступал перед рабочими, а небольшое ядро исполнительского состава приходилось дополнять для концертов приезжими музыкантами из Брно.
С 1951 г. оркестр перешёл в подчинение краевого управления культуры, в 1955 г. обосновался в новом злинском Доме культуры. С конца 1950-х в репертуаре оркестра появляется музыка XX столетия, оркестр впервые отправляется на зарубежные гастроли — в Венгрию (1959), Польшу (1961), ГДР (1966) и Румынию (1968), а затем и в капиталистические страны: Италию (1970 и 1978), Грецию (1981), ФРГ (1982, 1984, 1989), Австрию (1984, 1988), Испанию (1987, 1988). В 1975 году оркестр выступил организатором фестиваля «Музыкальная весна в Готвальдове» (впоследствии «Злинская музыкальная весна»). К рубежу 1970—1980-х гг. относятся первые записи оркестра (современная чешская музыка), их число заметно увеличилось в 1990-е гг. (среди прочего, было выпущено собрание симфонических сочинений Сергея Рахманинова).
В 1989 году оркестру было присвоено имя Богуслава Мартину. В 1995 г. коллектив дебютировал в нью-йоркском Карнеги-холле.

## Главные дирижёры
- Рудольф Квасница (1946—1954)
- Рихард Тынский (1954—1957)
- Эдуард Фишер (1957—1969)
- Зденек Билек (1969—1975)
- Ростислав Галишка (1975—1990)
- Петер Люкер (1990—1995)
- Кирк Тревор (1995—1999)
- Томаш Коутник (1999—2004)
- Якуб Груша (2005—2008)
- Станислав Вавржинек (2008—2015)
- Войтех Спурны (с 2015 г.)